# Sbor pověřenců 17. prosince 1954 – 2. srpna 1956
Sbor pověřenců 17. prosince 1954 – 2. srpna 1956 působil jako vládní orgán Slovenské národní rady na území Slovenska v poúnorovém Československu v letech 1954-1956. Šlo v pořadí o jedenáctý Sbor pověřenců.

## Složení Sboru pověřenců
- předseda Sboru pověřenců:
  - Rudolf Strechaj
- místopředseda Sboru pověřenců:
  - Štefan Šebesta
- místopředseda Sboru pověřenců a pověřenec vnitra:
  - Oskár Jeleň
- pověřenec - předseda Slovenského úřadu plánovacího:
  - Pavol Majling
- pověřenec financí:
  - Ján Marko
- pověřenec místního hospodářství:
  - Jozef Gajdošík
  - Alexander Horák (od 6. července 1955)
- pověřenec spojů:
  - Alexander Horák
  - Jozef Lukačovič (od 6. července 1955)
- pověřenec zemědělství:
  - Štefan Gažík
  - Michal Chudík (od 14. října 1955)
- pověřenec pracovních sil:
  - Jozef Hojč
  - Jozef Gajdošík (od 6. července 1955)
- pověřenec kultury:
  - Ondrej Klokoč (do července 1956)
- pověřenec lehkého průmyslu:
  - Samuel Takáč
  - Miloš Hrušovský (od 6. července 1955)
- pověřenec obchodu:
  - Ján Bušniak
- pověřenec dopravy:
  - Jozef Gíreth
  - Karol Fajnor (od 25. listopadu 1955)
- pověřenec stavebnictví:
  - Jozef Lukačovič
  - Samuel Takáč (od 6. července 1955)
- pověřenec potravinářského průmyslu:
  - Ján Marcelly
- pověřenec školství (od července 1956 pověřenec školství a kultury):
  - Ernest Sýkora
- pověřenec zdravotnictví:
  - Vojtech Török
- pověřenec lesů a dřevařského průmyslu:
  - František Tupík (do července 1956)
- pověřenec spravedlnosti:
  - Juraj Uhrín
- pověřenec státních statků:
  - Ján Šebík (od 14. října 1955 do července 1956)